# Roland Rodier
Roland Rodier est un acteur français né le 7 février 1928 à Souesmes (Loir-et-Cher) et mort le 24 mars 2024 à Aix-en-Provence (Bouches-du-Rhône).

## Filmographie

### Cinéma
- 1955 : Frou-frou d'Augusto Genina
- 1955 : Chantage de Guy Lefranc
- 1957 : Sénéchal le magnifique de Jean Boyer
- 1958 : Miss Pigalle de Maurice Cam
- 1959 : Mademoiselle Ange de Géza von Radványi : Antonio, le ténor
- 1960 : Les Lionceaux de Jacques Bourdon : Vincent
- 1961 : La Fayette, de Jean Dréville : Mauroy

### Télévision
- 1957 : Les Fiancés du paradis de Roger Iglésis
- 1960 : Cyrano de Bergerac de Claude Barma : un cadet de Gascogne
- 1962 : Les Trois Henry d'Abder Isker : Bellegarde
- 1962 : Le Cid de Roger Iglésis : Don Sanche
- 1962 : Le Navire étoile de Michel Subiela : Henderley
- 1963 : Le Chevalier de Maison-Rouge de Claude Barma : Gélineau
- 1976 : L'Homme de sable de Jean-Paul Carrère
- 1977 : Dossier danger immédiat (Épisode "La Victime choisie") de Claude Barma
- 1978 : Les Amours sous la Révolution de Jean-Paul Carrère : Barras